# Ronnie Brunswijk

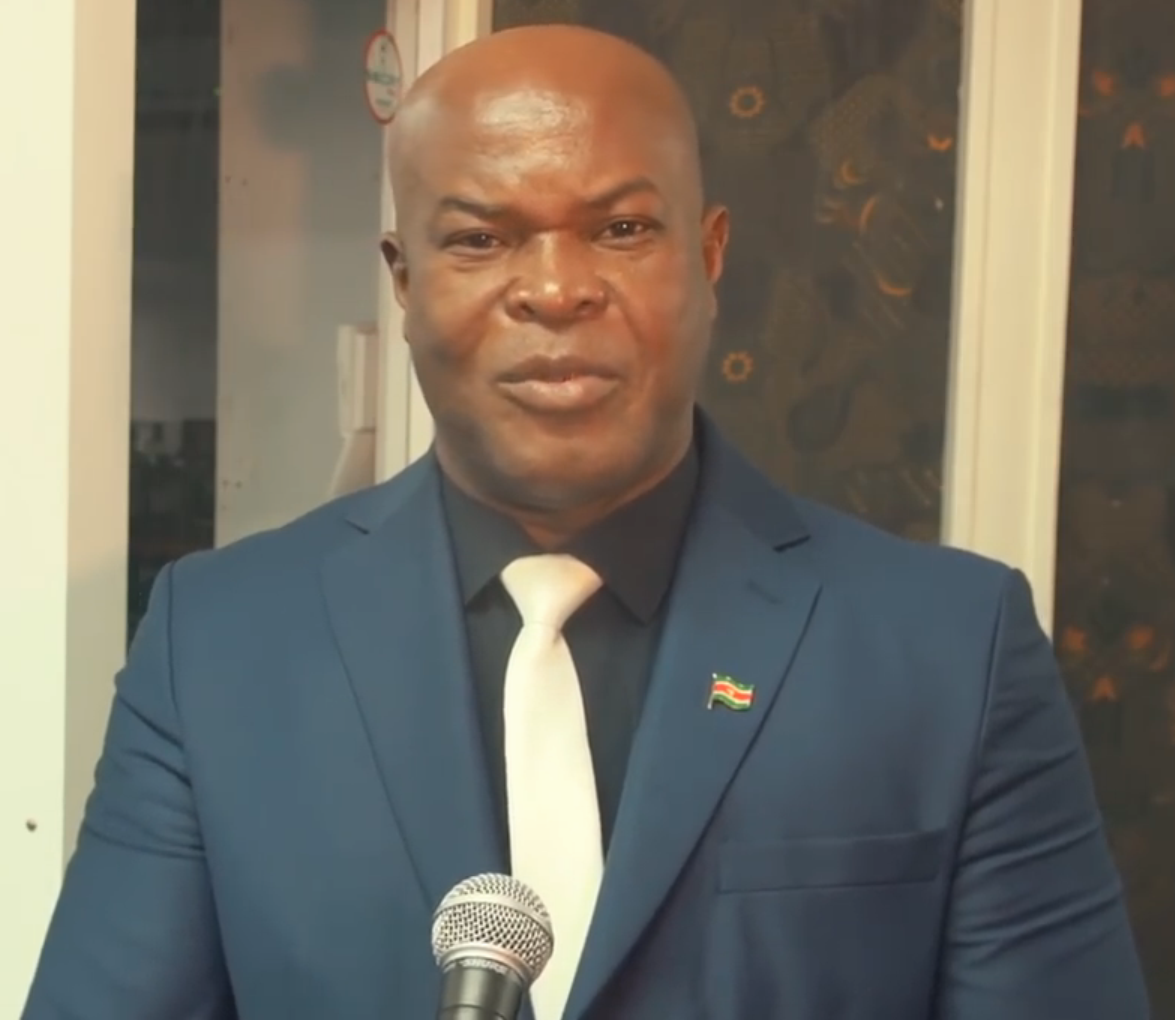
Ronnie Brunswijk (2020)

Ronnie Brunswijk (* 7. März 1961 in Moengotapoe, Suriname) ist ein ehemaliger Rebellenführer, Politiker und war von 2020 bis 2025 Vizepräsident von Suriname.

## Leben
In der zweiten Hälfte der 1980er Jahre war er Anführer des sogenannten Jungle Commandos in Suriname. Er stritt gegen das Regime von Desi Bouterse, dessen Leibwächter er gewesen war, als er noch im Militär diente. Der Guerillakrieg, der überwiegend im Dschungel mit zum Teil großer Grausamkeit geführt wurde, endete 1992 nach dem Ende der Militärdiktatur. Bei der Bevölkerung von Ost-Suriname wurde er populär, da er wie ein Robin Hood Güter verteilte, die bei Überfällen auf Militärfahrzeuge erbeutet worden waren.
Am 29. November 1986, während des Bürgerkrieges zwischen dem surinamischen Militär unter dem Befehlshaber Desi Bouterse und dem Jungle Commando unter Führung von Brunswijk, einem Ndykua, kam es zu einem Massaker in dem Dorf Moiwana, einem Dorf der Ndyuka im Distrikt Marowijne im Osten von Suriname. Hierbei töteten Angehörige des surinamischen Militärs 39 Menschen, die meisten davon Zivilisten. Nach diesem Massaker flüchteten Tausende Bewohner des östlichen Buschlandes über den Fluss Marowijne nach Französisch-Guayana.
Wie sein Gegenspieler Bouterse wurde auch Ronnie Brunswijk durch ein Gericht in den Niederlanden im Oktober 2000 in der Berufungsinstanz in Abwesenheit zu sechs Jahren Gefängnis wegen Drogenschmuggels verurteilt. Die Niederlande haben einen Internationalen Haftbefehl gegen Brunswijk erwirkt, wodurch ein Verlassen seines Heimatlandes für ihn praktisch unmöglich geworden ist. Auf der anderen Seite darf er als surinamischer Staatsbürger allerdings auch nicht von Suriname an die Niederlande ausgeliefert werden. Er ist außerdem seit den Wahlen vom 25. Mai 2005 für die Algemene Bevrijdings- en Ontwikkelingspartij (ABOP) Parlamentsabgeordneter.
Ein Parlamentsabgeordneter der damaligen oppositionellen Nationale Democratische Partij (NDP), Rashied Doekhie, hielt am 13. Dezember 2007 während einer Parlamentssitzung einen Datenträger hoch, auf dem angeblich Beweise gegen den Parlamentsvorsitzenden Paul Somohardjo über kriminelle Machenschaften bei Grundstücksgeschäften enthalten sein sollten. Hierauf kam es zwischen den beiden Parlamentariern zu einem Handgemenge, als Somohardjo sich des Datenträgers zu bemächtigen versuchte. Der kräftig gebaute Brunswijk kam Somohardjo zu Hilfe und schleuderte Doekhie zu Boden. Sowohl Somohardjo als auch Brunswijk traten noch auf den am Boden Liegenden ein. Erst hinzu eilende Polizisten konnten dem ein Ende bereiten. Auswirkungen auf seine politische Karriere hatte dieser Vorfall nicht.

## Parlamentsvorsitzender und Vizepräsident
Bei der ersten Sitzung der Nationalversammlung von Suriname (DNA) am 29. Juni 2020 nach den Parlamentswahlen vom 20. Mai 2020 wurde Ronnie Brunswijk, nachdem er erneut als Abgeordneter vereidigt worden war, zum Parlamentsvorsitzenden gewählt.
Zwei Wochen später, in einer Sondersitzung der DNA am 13. Juli 2020, wurde Chan Santokhi zum Präsidenten von Suriname und Ronnie Brunswijk zum Vizepräsidenten gewählt. Die Sitzung wurde durch Brunswijk in seiner Funktion als Parlamentsvorsitzender eröffnet; er übertrug die Leitung der DNA zur Durchführung der Wahl an den Vizevorsitzenden des Parlaments Dew Sharman. Da keine Gegenkandidaten vorhanden waren, reichte die in der DNA anwesende qualifizierte Mehrheit zur Wahl per Akklamation. Hierdurch entstand die außergewöhnliche Situation, dass Brunswijk sowohl das Amt des Vizepräsidenten als auch das des Vorsitzenden der DNA bekleidete. Am 14. Juli 2020 wurde dann Marinus Bee zum Nachfolger von Brunswijk als Parlamentsvorsitzender gewählt und vereidigt.
Die Inauguration von Präsident Chan Santokhi sowie des Vizepräsidenten Ronnie Brunswijk erfolgte am 16. Juli 2020 in Paramaribo.
Am 14. Dezember 2021 machte Journalist Jason Pinas mit seinem Handy ein Foto von Vizepräsident Brunswijk, als er nach dem Verlassen des Parlamentsgebäudes (DNA) aus seinem Dienstwagen 500 SRD holte und einer Person übergab. Der verbalen Attacke des Vizepräsidenten folgte ein tätlicher Angriff durch seine Leibwächter. Hierbei wurde Pinas körperlich misshandelt und ihm sein Handy mit Gewalt abgenommen. Während einer Dringlichkeitssitzung unter der Schirmherrschaft des surinamischen Journalistenverbandes beschlossen die Journalisten am folgenden Tag, einen Generalboykott gegen Brunswijk auszusprechen. Es wurde vereinbart, dass ab Donnerstag, 16. Dezember, für einen Zeitraum von zwei Monaten keine Informationen von und über Brunswijk in seiner Funktion als Vizepräsident oder in anderer Funktion veröffentlicht werden. Begründet wurde das Vorgehen damit, dass die Journalisten das Vertrauen in Vizepräsident Brunswijk verloren haben. Es sei nicht das erste Mal, dass er Journalisten in der Ausübung ihrer Arbeit behindert. Ein weiteres „Entschuldigung“ würde diesmal nicht ausreichen, um das Vertrauen zurückzugewinnen.

## Fußball
Neben seinen geschäftlichen und politischen Aktivitäten machte er sich auch als Eigentümer, Vorsitzender, Trainer und Spieler des Fußballvereins Inter Moengotapoe einen Namen. Er wurde allerdings im November 2005 durch den Surinamischen Fußballbund (SVB) für fünf Jahre als Spieler gesperrt und aller Ämter enthoben, da er während eines Fußballspiels eine Pistole gezogen hatte.
Am 21. September 2021 sorgte Brunswijk für internationales Aufsehen, als er in Paramaribo im Alter von 60 Jahren als Spielführer seiner Mannschaft Inter Moengotapoe im Hinspiel in der CONCACAF League gegen CD Olimpia aus Honduras das Spielfeld betrat. Das Spiel endete mit 6:0 für CD Olimpia und Brunswijk ließ sich in der 54. Minute auswechseln. Dass er nach dem Spiel US-Dollar in der Umkleidekabine an die Spieler der gegnerischen Mannschaft CD Olimpia verteilt hat, wurde durch die CONCACAF formell untersucht, da dies Fragen zur Integrität des Spiels zwischen den beiden Vereinen aufwarf.
Der CONCACAF-Disziplinarausschuss veröffentlichte am 25. September 2021 den Beschluss, dass als Folge der Regelverstöße beide Vereine mit sofortiger Wirkung disqualifiziert und aus der laufenden CONCACAF League ausgeschlossen wurden. Darüber hinaus hat der Ausschuss entschieden, dass Brunswijk in jeglicher Funktion für drei Jahre von der Teilnahme an CONCACAF-Wettbewerben ausgeschlossen ist.

## Kuriosität
Am 8. Juli 2023 wurde Brunswijk in seinem Geburtsort Moengotapoe durch die Organisation African Royal Kingdom (ARK)- siehe Weblink, zum König of Afro Suriname Heritage, des Afro-Suriname-Erbes ernannt.
Welche Kriterien dieser Ernennung des Vizepräsidenten der Republik Suriname zu Grunde lagen, ist nicht bekannt. Die Regierung nannte die Krönung von Brunswijk zum König eine Privatangelegenheit. Damit seien für den Staat keine Rechte, Pflichten oder Privilegien verbunden.